# Хосе Мария Кайехон
Хосе Мария Кайехон Буено (на испански: José María Callejón Bueno) е бивш испански футболист роден на 11 февруари 1987 г. в Мотрил, Гранада, Испания, който игра като крило или нападател.

## Клубна кариера

### Реал Мадрид
„Продукт“ на младежкия отбор на Реал Мадрид, Кайехон дебютира за В отбора през май 2007 г. и играе 4 мача през сезон 2006-07 в Сегунда дивисион без да отбележи гол.
През сезон 2007-08 играе 37 мача и отбелязва 21 гола и завършва сезона като голмайстор, този път в Сегунда дивисион В.

### Еспаньол
В края на сезона, Кайехон напуска отбора заедно със своя брат-близнак Хуанми и подписва четиригодишен договор с Еспаньол. Дебютира в Примера Дивисион на 20 септември 2008 г. като резерва в последните минути при равенството 1-1 с Хетафе като домакин.
на 15 март 2009 г. той отбелязва първия си гол за „каталунците“ при зрелищното равенство 3-3 с Майорка като домакин. Кайехон продължава да бъде титуляр на мястото на Маурисио Покетино през следващите сезони, действайки главно като крило.
На 15 януари 2011 г. Кайехон вкарва два гола за победата като гост над Севиля с 2-1. За целия сезон той пропуска само един мач и вкарва 6 гола за Еспаньол, който завършва комфортно в средата на таблицата.

### Завръщане в Реал Мадрид
На 23 май 2011 г. Кайехон се връща в Реал Мадрид с подписване на 5-годишен договор, влязъл в сила от 1 юли, а обявената трансферна цена е 5.5 млн. евро. На 16 юли 2011 г. Кайехон изиграва първия си мач за „Белия балет“ в приятелския мач срещу Лос Анджелис Галакси (4-1), вкарвайки първия гол в мача в 30-а минута.
На 2 октомври 2011 г. той вкарва първия си официален гол за Реал Мадрид срещу бившия си отбор РКД Еспаньол, когато влиза като резерва 15 минути след началото на второто полувреме. Имайки предвид, че Реал Мадрид се е квалифицирал за Груповата фаза на Шампионската лига, треньорът Жозе Моуриньо дава на Кайехон рядка възможност да играе в Шампионска лига.
Кайехон оправдава очакванията му и се разписва два пъти във вратата на Динамо Загреб при победата на собствен терен с 6-2. В последния мач на Реал Мадрид в груповата фаза, той отново се разписва два пъти, този път срещу Аякс.
На 17 декември вкарва гол в мача със Севиля. В равенството срещу СД Понферадина в мач за Купата на краля през сезон 2011/2012, Кайехон вкарва общо 3 гола от двата мача (един като гост и два като домакин).
На 14 януари 2012 г. Кайехон вкарва победния гол за 2-1 в Майорка, като помага на гостите да обърнат мача с далечен изстрел в 84-та минута. На следващия мач отново добавя победния гол за победа с 4-1 като домакин с Атлетик Билбао.

### Наполи
На 9 юли 2013 г., Наполи обявяват, че са постигнали споразумение за трансфера на Кайехон за сумата от € 10 млн. На 10 юли подписва официално договор за четири години като ще получава по 2,5 млн. евро на година. На 16 юли 2013 г. е представен официално като футболист на Наполи.

## Национален отбор
Кайехон дебютира за Испания до 21 на 25 март 2008 г. срещу Казахстан в мач за Европейското първенство за младежи до 21 г. през 2009 г. Той влиза като резерва на мястото на Боян Къркич в 46-а минута и вкарва последния гол 15 минути по-късно, за 5-0.

## Статистика
- Последна промяна: 18 май 2014

| Клуб              | Сезон             | Първенство | Първенство | Първенство | Купа на страната | Купа на страната | Купа на страната | Европа | Европа | Европа | Общо   | Общо   | Общо   |
| Клуб              | Сезон             | Мачове     | Голове     | Асист.     | Мачове           | Голове           | Асист.           | Мачове | Голове | Асист. | Мачове | Голове | Асист. |
| ----------------- | ----------------- | ---------- | ---------- | ---------- | ---------------- | ---------------- | ---------------- | ------ | ------ | ------ | ------ | ------ | ------ |
| Реал Мадрид Б     | 2006/07           | 4          | 0          | —          | —                | —                | —                | —      | —      | —      | 4      | 0      | —      |
| Реал Мадрид Б     | 2007/08           | 37         | 21         | —          | —                | —                | —                | —      | —      | —      | 37     | 21     | —      |
| Реал Мадрид Б     | Общо              | 41         | 21         | —          | —                | —                | —                | —      | —      | —      | 41     | 21     | —      |
| Еспаньол          | 2008/09           | 24         | 2          | 0          | 6                | 2                | 0                | 0      | 0      | 0      | 30     | 4      | 0      |
| Еспаньол          | 2009/10           | 36         | 2          | 4          | 1                | 0                | 0                | 0      | 0      | 0      | 37     | 2      | 4      |
| Еспаньол          | 2010/11           | 37         | 6          | 7          | 2                | 0                | 0                | 0      | 0      | 0      | 39     | 6      | 7      |
| Еспаньол          | Общо              | 97         | 10         | 11         | 9                | 2                | 0                | 0      | 0      | 0      | 106    | 12     | 11     |
| Реал Мадрид       | 2011/12           | 25         | 5          | 0          | 6                | 3                | 2                | 5      | 5      | 0      | 36     | 13     | 2      |
| Реал Мадрид       | 2012/13           | 30         | 3          | 4          | 7                | 2                | 0                | 4      | 2      | 0      | 40     | 7      | 4      |
| Реал Мадрид       | Общо              | 55         | 8          | 4          | 13               | 5                | 2                | 9      | 7      | 0      | 76     | 20     | 6      |
| Наполи            | 2013/14           | 37         | 15         | 3          | 5                | 3                | 1                | 10     | 2      | 2      | 52     | 20     | 6      |
| Наполи            | 2014/15           | 0          | 0          | 0          | 0                | 0                | 0                | 0      | 0      | 0      | 0      | 0      | 0      |
| Наполи            | Общо              | 37         | 15         | 3          | 5                | 3                | 1                | 10     | 2      | 2      | 52     | 20     | 6      |
| Общо за кариерата | Общо за кариерата | 230        | 54         | 18         | 26               | 10               | 3                | 19     | 9      | 2      | 275    | 73     | 23     |